# Cratere Heymans
Heymans è un cratere lunare di 46,45 km situato nella parte nord-orientale della faccia nascosta della Luna.
Il cratere è dedicato al fisiologo belga Corneille Jean François Heymans.

## Crateri correlati
Alcuni crateri minori situati in prossimità di Heymans sono convenzionalmente identificati, sulle mappe lunari, attraverso una lettera associata al nome.
| Heymans | Coordinate             | Diametro (in km) |
| ------- | ---------------------- | ---------------- |
| D       | 76°18′00″N 133°11′24″W | 28,49            |
| F       | 74°38′24″N 134°18′00″W | 52,98            |
| T       | 74°39′36″N 155°43′48″W | 31,7             |